# Sanguiine H-6
La Sanguiine H-6 est un ellagitanin. La molécule est un dimère de la casuarictine avec des liaisons esters entre les groupes d'acide sanguisorbique et de glucose.
C'est un isomère de l'agrimoniine.
Elle est trouvée dans diverses plantes de la famille des rosacées (dans Sanguisorba officinalis, dans la fraise (Fragaria × ananassa) et dans diverses espèces du genre Rubus, comme la framboise, Rubus idaeus, ou Rubus chamaemorus).
Le composé contribue à la capacité antioxydante de la framboise.